# Wilhelm Jordan (författare)
Carl Friedrich Wilhelm Jordan, född den 8 februari 1819 i Insterburg i Preussen (nu Tjernjachovsk i ryska exklaven Kaliningrad oblast) död den 25 juni 1904 i Frankfurt am Main, var en tysk författare.
Jordan ägnade sig från 1844 i Leipzig åt författarskap, men utvisades ur Sachsen på grund av frispråkigheten i sina religiösa och politiska dikter (Glocke und Kanone, 1841, Irdische Phantasien 1842) och uppsatser. År 1848 uppträdde han som liberal talare i Berlin och valdes för Freienwalde till medlem av tyska nationalförsamlingen samt var därefter i egenskap av råd i riksministeriets avdelning för marinen en verksam främjare av tyska flottans nyskapning. Han blev snart pensionerad och bosatte sig i Frankfurt.
Den abstraktionsfyllda lärodikten Demiurgos (1852–1854), som söker förklara det ondas uppgift i världen, är det främsta uttrycket för Jordans filosoferande, som anslöt sig till darwinskt naturvetenskapliga åskådningar. Det patriotiska sinnelaget, som gjorde Jordan till en hänförd förkunnare av den germanska moralen och kraften samt Tysklands kulturella världsuppgift, kom honom att söka återuppliva den tyska forndikten. Han omdiktade efter egna teorier för allitterationen (Der epische Vers der Germanen, 1868) Nibelungensagan i sitt epos Die Nibelunge (1867-74), hvilket han själv föredrog som rapsod i Tyskland och Amerika och som då gjorde stor lycka och väckte mycken uppmärksamhet, trots att det aldrig kunnat uppskattas av eftervärlden. 
Diktsamlingen Strophen und Stäbe (1871), sorgespelet Die Witwe des Agis (1858), de resonerande samtidsromanerna Die Sebalds (1885) och Zwei Wiegen (1887), lustspelet Durchs Ohr (1870) samt de teoretiska Das Kunstgesetz Homers und die Rhapsodik (1869) och Epische Briefe (1876) förtjänar ytterligare att nämnas av Jordans omfattande alstring, som alltid vittnar om hans ideella strävanden, men också om att han ofta förlyft sig på stora ämnen och att bristande skaparkraft gjort formvirtuositeten tom. Jordan var även verksam som översättare av epos och dramer (Homeros, Eddan, Sofokles, Shakespeare).